# Asota dicta
Asota dicta là một loài bướm đêm trong họ Erebidae.